# Marmarica

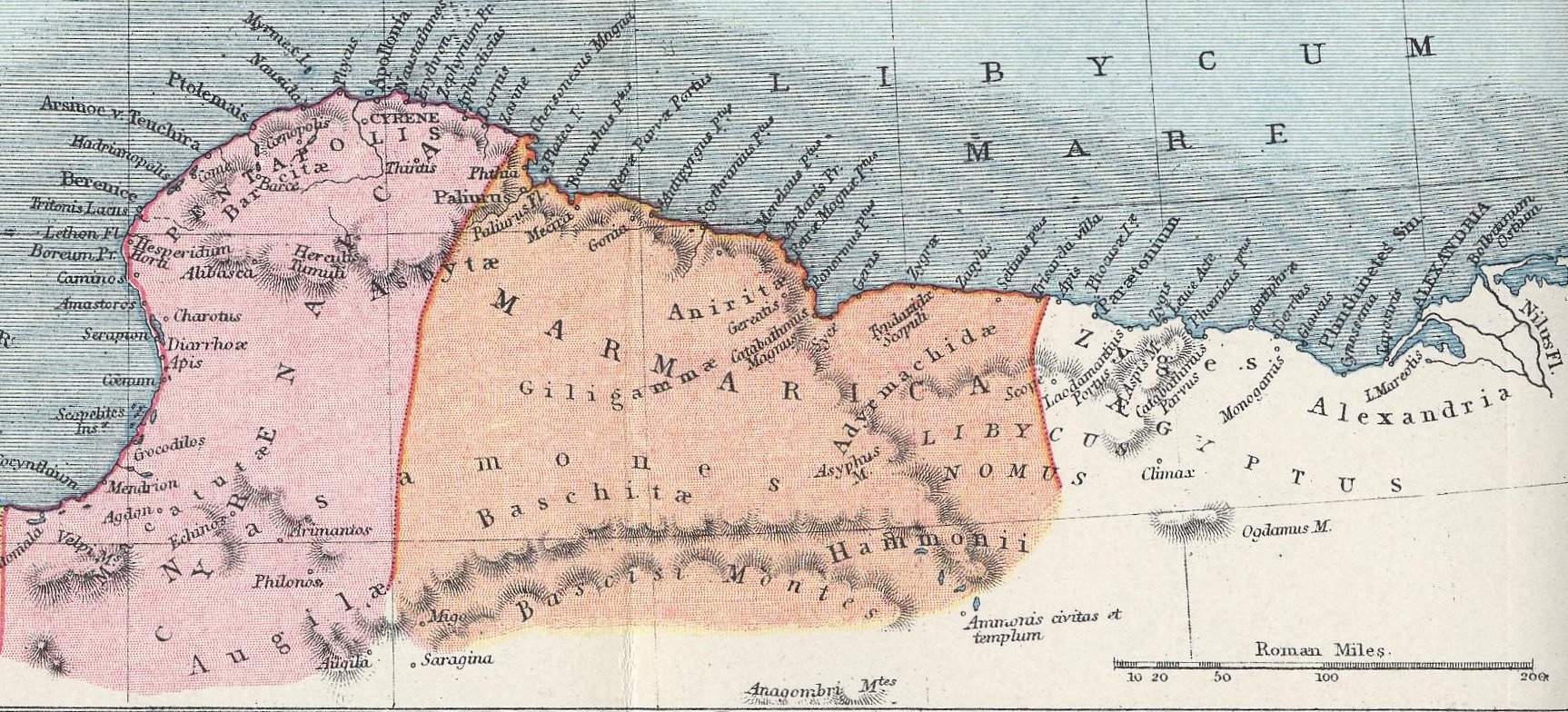
Cirenaica
Marmarica en la época romana.

Marmarica en la geografía antigua se refiere a la parte costera del norte de África entre Cirenaica y Egipto. Corresponde a lo que hoy es la región de frontera entre Libia y Egipto, incluyendo las ciudades de Sidi Barrani (antigua Zygra) o Bomba (antigua Phthia). Se extendió hacia el sur a una distancia considerable, hasta incluir el Oasis de Siwa, en el momento conocido por su santuario de Amón. La parte oriental de Marmarica, por algunos geógrafos considerada un distrito separado entre Marmarica y Egipto, era conocida como Libycus Nomus. En la Antigüedad tardía, Marmarica también era conocida como Libia Inferior, mientras que Cirenaica era Libia Superior.
Libia era considerada la parte de África al oeste del Nilo, más precisamente al oeste de la desembocadura del Nilo en Canopo. El periplo de Escílax de Carianda nombra a los Adyrmachidae como los primeros habitantes de Libia (África). Marmarica estaba delimitada hacia el este por la escarpa de Catabathmus Magnus, ahora conocido como Akabah el-Kebir, en Salum. 
Los geógrafos del periodo helenístico incluían Egipto en el continente asiático, señalando la frontera entre Asia y África (Libia) en este punto. Bajo el Imperio Romano, la definición de Marmarica se amplió para incluir la Libycus Nomus, entre el Catabathmus y la Bahía de Plinthine (Sinus Plinthinetes) que anteriormente se había considerado parte de Egipto. La ciudad de Paraetonium (también Ammonia, moderna Mersa Matruh) era la ciudad más occidental de Egipto, por lo que junto con Pelusio eran conocidas como los "cuernos de Egipto". Cerca de 10 estadios al oeste de Paraetonium estaba Apis, que marca la frontera del Lybicus Nomus. Menelaus Portus (cerca de la actual Zawiyat Umm Rukbah), según la tradición fue fundada por Menelao y era conocida como el lugar de la muerte de Agesilao II.
Los habitantes de Marmarica eran conocidos genéricamente como Marmaridae, pero se les daba los nombres especiales de Adyrmachidae y Giligammae en los distritos costeros, y de Nasamones y Augilae en el interior. El Adyrmachidae se dice que diferían considerablemente de las tribus nómadas del país, que se asemejaban fuertemente a los egipcios. El territorio al sur del Nomo de Jamahiriya fue habitado por los Ammonii, centrados en el oasis célebre y fértil de Amón (Siwa)
Tanto Cirenaica como Marmarica se incluyeron en el diócesis de Egipto en el siglo IV, dentro de la más grande de la prefectura pretoriana del Este (mientras que Tripolitania fue parte de la prefectura pretoriana de Italia).

## Sedes episcopales
Antiguas sedes episcopales de la provincia romana de Marmarica o Libia Inferior, según aparecen en el Annuario Pontificio como sedes titulares:
- Ammoniace
- Antiphrae (cerca de Dresiyeh)
- Antipyrgos
- Darnis
- Zagylis
- Zygris